# Neorrhina
Neorrhina is een geslacht van kevers uit de familie bladsprietkevers (Scarabaeidae). Het geslacht werd voor het eerst wetenschappelijk beschreven in 1878 door Thomson.

## Soorten
- Neorrhina calopyga Lea, 1914
- Neorrhina octopunctatum (Burmeister, 1842)
- Neorrhina punctatum (Donovan, 1805)